# 陳嘉謨 (嘉慶拔貢)
陳嘉謨（1781年—？年），字藎卿，號沃堂，雲南臨安府石屏州人，嘉慶十八年〔1813〕癸酉科拔貢。

## 生平
嘉慶二十五年〔1820〕，署四川鄰水縣知縣。
道光五年，署蒲江縣知縣
道光六年五月，陞鹽源縣知縣
道光十七年六月署彭縣知縣，十八年二月卸事
道光十八年，回任鹽源縣知縣
西昌縣知縣